# Evangelisch-methodistische Christus-Kirche (Berlin-Friedrichshain)

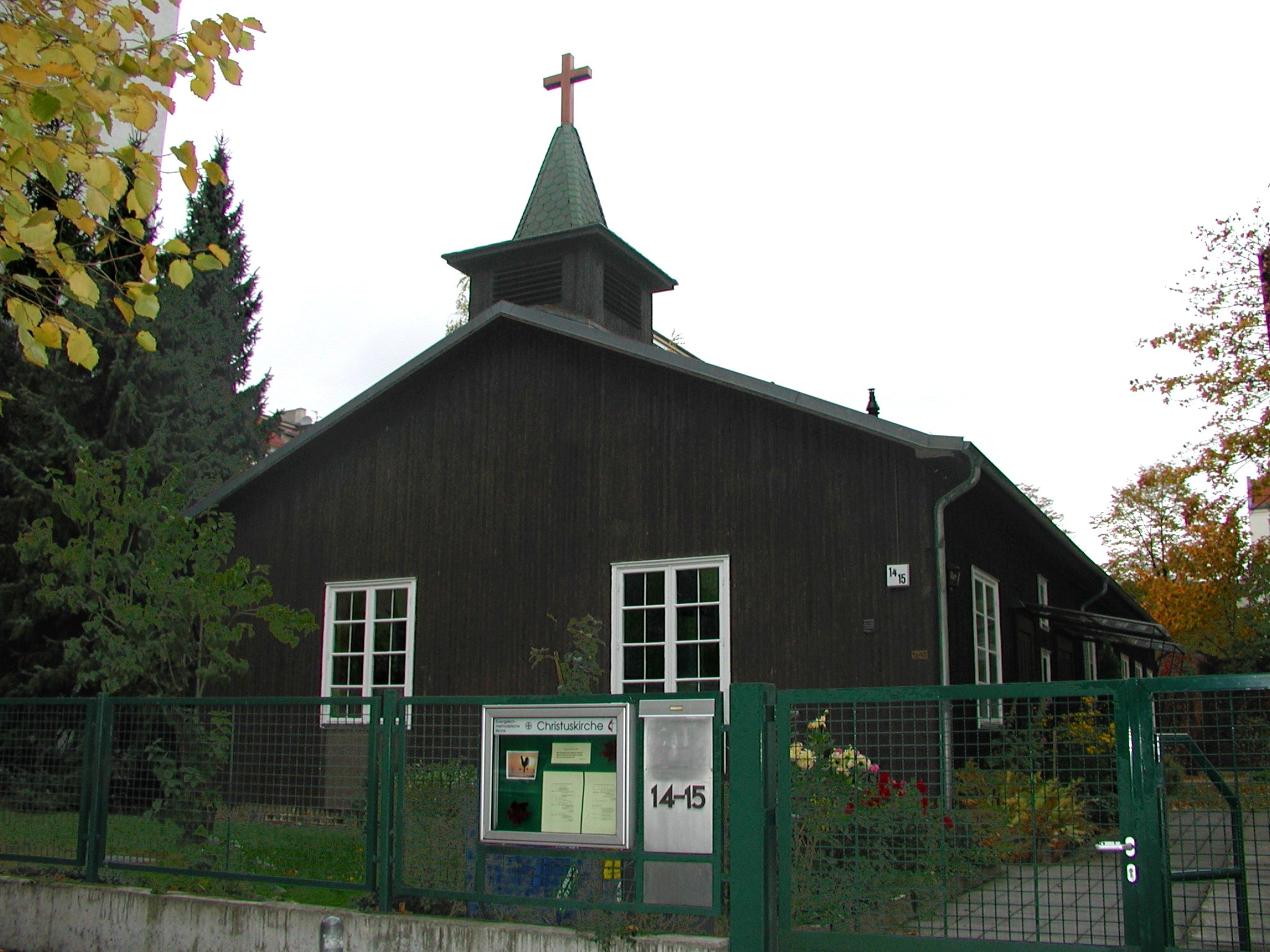
Christus-Kirche in der Richard-Sorge-Straße

Die Christuskirche ist eine kleine denkmalgeschützte hölzerne Kirche der Methodistengemeinde im Berliner Bezirk Friedrichshain-Kreuzberg, umgangssprachlich auch Holzkirche genannt. Es ist ein Nachkriegsbau, der die hier früher vorhandene Elim-Kirche ersetzte. Sie war zunächst als temporäre Lösung und als Notkirche gedacht, konnte sich aber als dauerhaftes Bauwerk behaupten und etablieren. Sie ist neben der Offenbarungskirche eine von zwei nach dem Zweiten Weltkrieg in Friedrichshain errichteten Notkirchen sehr unterschiedlicher Art.

## Geschichte

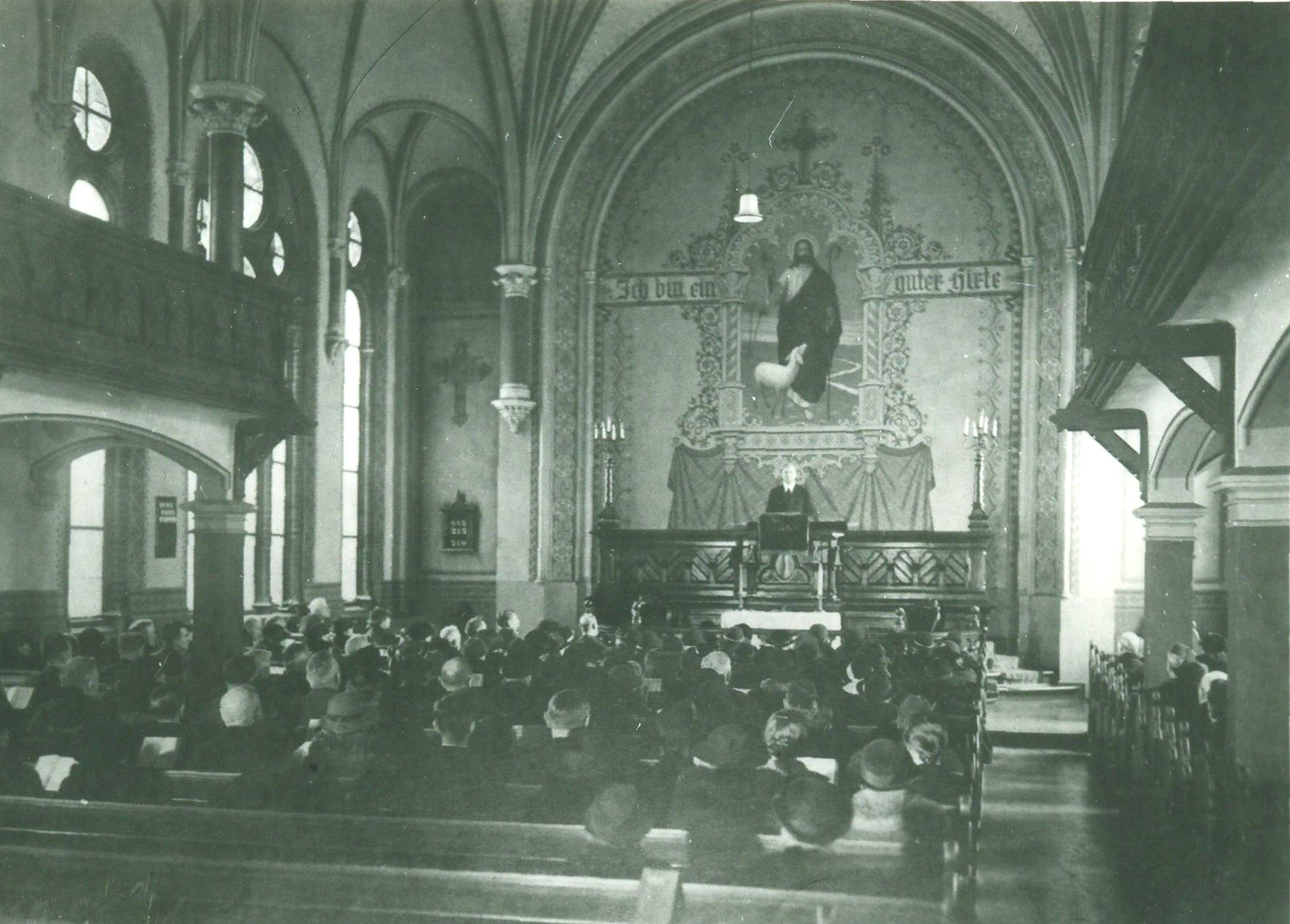
Altarraum der Elim-Kirche

Im Jahr 1888 hatte sich die evangelisch-methodistische Elim-Gemeinde im Weidenweg im früheren Bezirk Friedrichshain gegründet. Diese ließ 1895 auf dem Grundstück Tilsiter Straße 14/15 (heute: Richard-Sorge-Straße) ein Kirchengebäude im neogotischen Stil errichten, von dem erzählt wurde, dass es die schönste und größte Methodistenkirche in ganz Berlin gewesen sei. Auch eine Orgel – zunächst mechanisch mittels Blasebalg angetrieben, bald aber mit Elektroantrieb ausgestattet – gehörte zur Inneneinrichtung. Dieses Gebäude diente nicht nur den Methodisten, sondern auch anderen Christen aus der Umgebung für Gottesdienste, Hochzeiten und Beisetzungsfeiern.

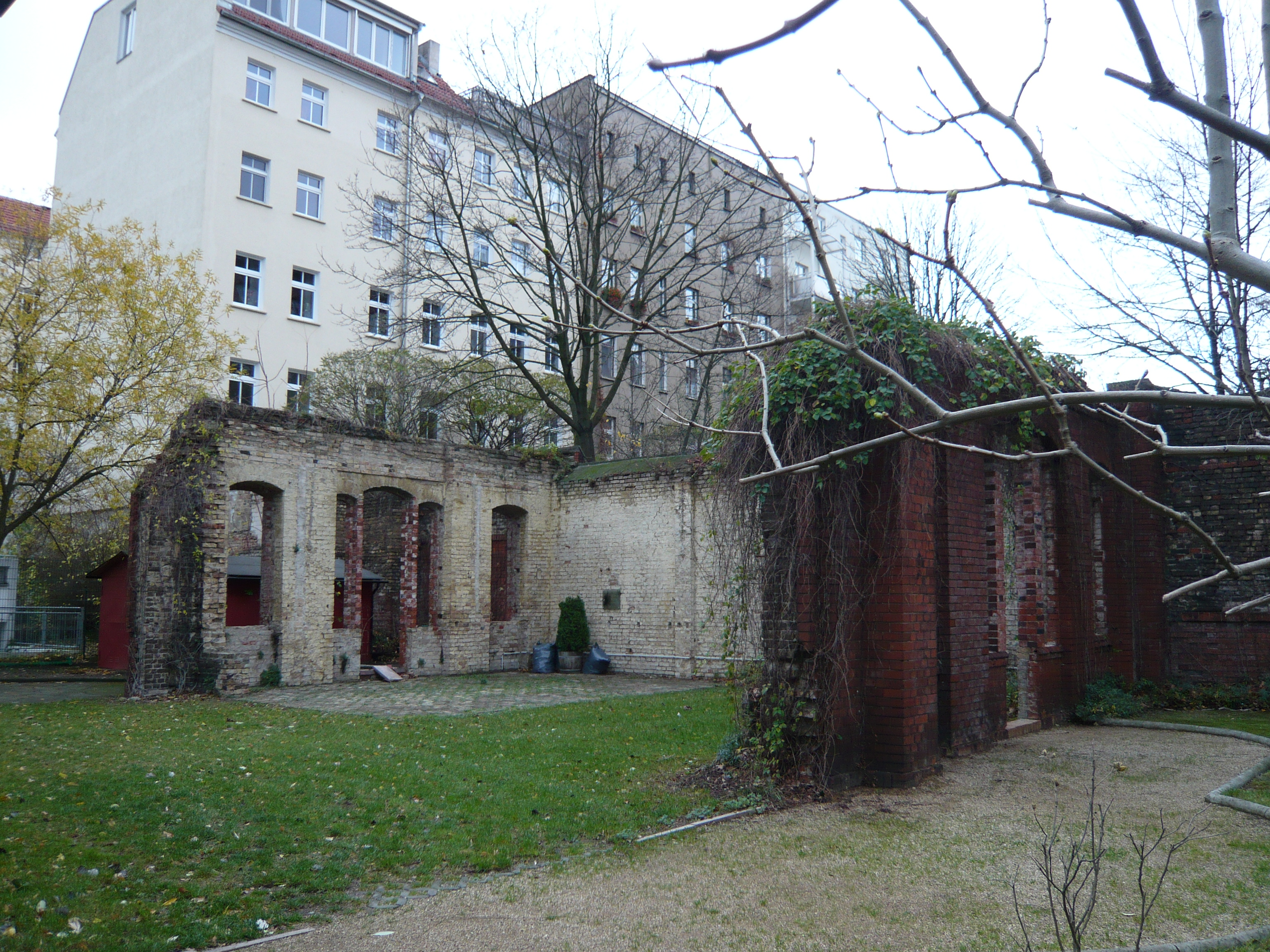
Mauerreste der Elim-Kirche auf dem Hof

Die Kirche wurde am Ende des Zweiten Weltkriegs – zunächst 1941 und schließlich am 3. Februar 1945 – zusammen mit dem nebenstehenden Wohnhaus des Pastors so stark beschädigt, dass die Reste 1947 dann enttrümmert werden mussten. Die Zahl der Methodisten hatte sich bis zum Kriegsende auf 120 Personen verringert.
Durch Spenden amerikanischer und schwedischer Methodisten war es möglich, dass im November 1948 eine in Schweden gebaute kleine hölzerne Kirche per Eisenbahn über Saßnitz nach Berlin transportiert werden konnte. Das Transportgewicht der Kirche wurde mit 30.000 Kilogramm angegeben. Das zunächst als Notkirche gedachte Gotteshaus wurde am alten Standort aufgestellt. Bei der Kirchenweihe am 25. Dezember 1948 erhielt das Haus den Namen Christuskirche und diente nun wieder als Gebetshaus für etwa 400 Methodisten. Im Jahre 1973 konnte eine größere Renovierung der Kirche sowohl im Inneren als auch außen vorgenommen werden. Nach 1990 wurden sowohl Pläne eines Abrisses für die Errichtung von Wohnhäusern als auch Überlegungen zum Neubau eines Gotteshauses entwickelt, die jedoch nach der Aufnahme der Holzkirche in die Berliner Baudenkmalliste ad acta gelegt wurden. 1997/1998 wurde die Kirche umfassend saniert, insbesondere mussten die Fußböden erneuert und eine Heizung installiert werden. Mit einem Festgottesdienst am 11. Oktober 1998 wurde sie wieder eingeweiht. Seit dieser Zeit gehören rund 150 Menschen zur Kirchengemeinde.

## Das Kirchengebäude

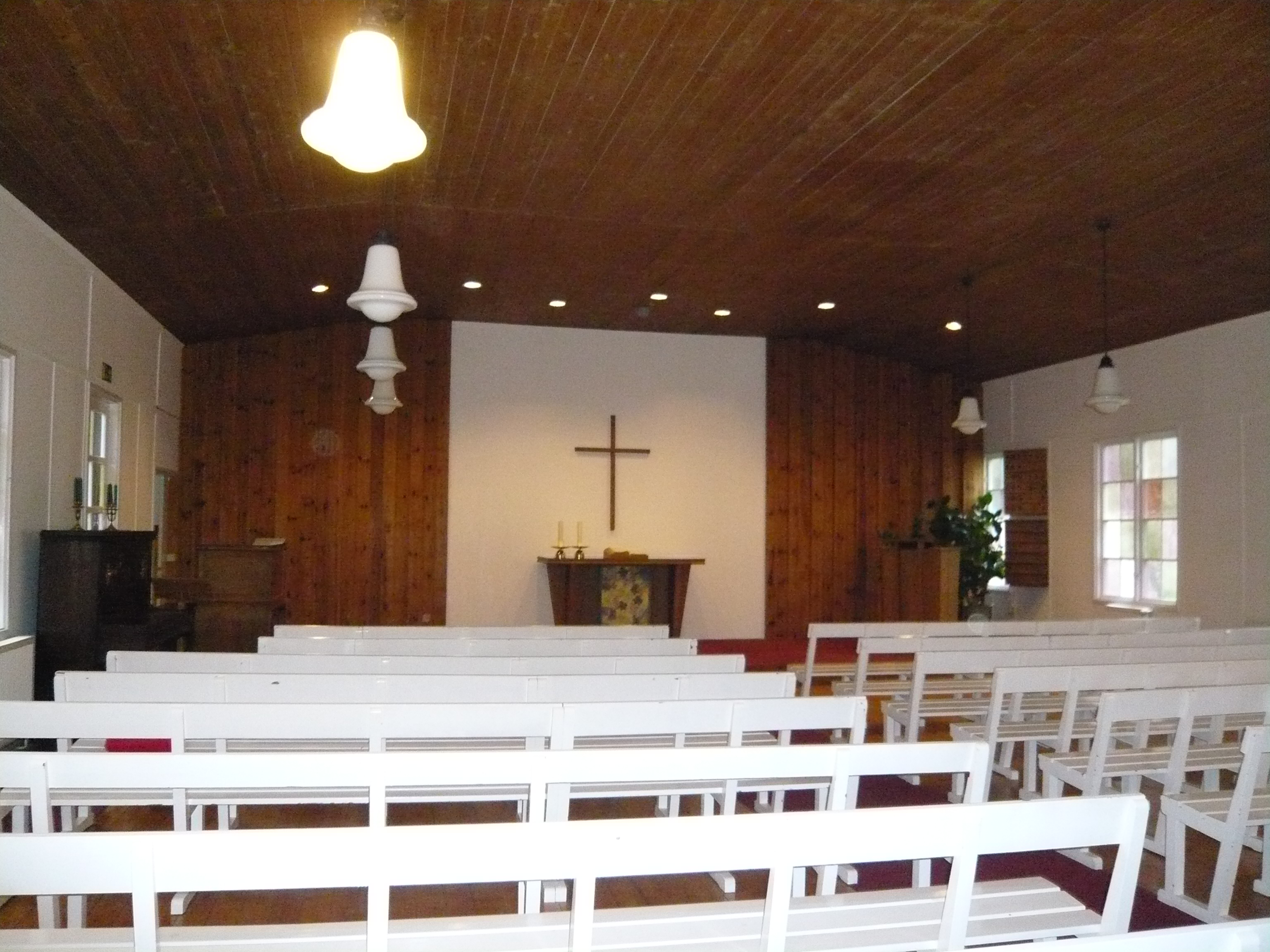
Kirchenraum mit Altarwand

Der Grundkörper ist 27 Meter lang, 10 Meter breit und mit einem flachen Satteldach gedeckt. Direkt auf dem Dach erhebt sich ein einfacher und ebenfalls hölzerner Kirchturm. 1971 wurde in die Holzkirche eine Orgel eingebaut, die 1943 von der Firma G. F. Steinmeyer & Co. hergestellt worden war; sie verfügt über zwei Manuale, 13 klingende Register und insgesamt 850 Pfeifen und befindet sich hinter der hölzernen Altarwand.
Außer zu kirchlichen Zwecken und für soziale Aufgaben der Gemeinde wird die Christuskirche auch für Vorträge und Konzerte genutzt.